# Liste des maires de Béthune
La liste des maires de Béthune présente la liste des maires de la commune française de Béthune, située dans le département du Pas-de-Calais en région Hauts-de-France.

## L'Hôtel de ville

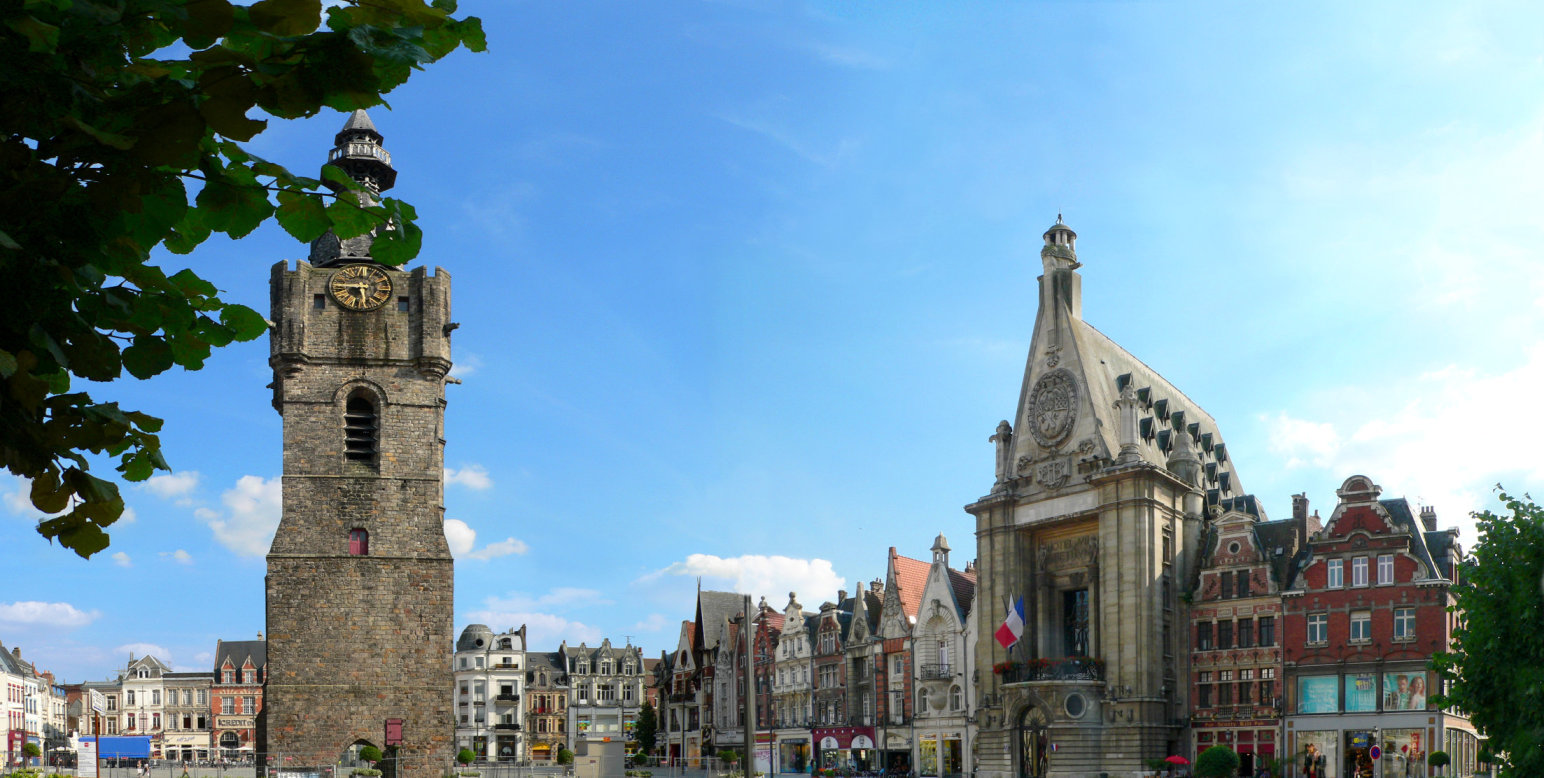
Le beffroi et l'hôtel de ville de Bethune.

## Liste des maires

### Entre 1790 et 1944
| Période         | Période         | Identité                  | Étiquette          | Qualité |
| --------------- | --------------- | ------------------------- | ------------------ | --- |
| 23 février 1790 | 1791            | Éloi Boisin               |                    | |
| 1791            | 1792            | Antoine de Bailliencourt  |                    | |
| 1792            | 3 décembre 1794 | Benoît Broudou            |                    | |
| 3 décembre 1794 | 25 octobre 1795 | François de Bailliencourt |                    | Colonel au 2e régiment de cuirassiers de la Garde Commandeur de la Légion d'honneur |
| 25 octobre 1795 | 1800            | André-Éloi Carpentier     |                    | |
| 1800            | 1815            | Jean-Baptiste Delalleau   |                    | |
| 1815            | juin 1815       | Alexandre Lemaire-Donze   |                    | |
| juin 1815       | 1826            | Jean-Baptiste Delalleau   |                    | Chevalier de la Légion d'honneur |
| 1826            | 1830            | Alexandre de Baynast      |                    | |
| 1830            | 1832            | Alexandre Lemaire-Donze   |                    | |
| 1832            | 1836            | Éloi Boidin               |                    | Ancien chef de bataillon Conseiller général de Béthune (1833 → 1836) Mort en fonction |
| 22 juillet 1837 | 1862            | Henry de Bellonet         |                    | Conseiller général de Béthune (1855 → 1861) |
| 1862            | 1870            | Charles Delisse-Engrand   | Droite             | Agriculteur, fabricant de sucre et industriel |
| 1870            | 1871            | J. Hanon-Sénéchal         |                    | |
| 1871            | 1878            | Charles Delisse-Engrand   | Droite             | Agriculteur, fabricant de sucre et industriel Député du Pas-de-Calais (1874 → 1876) Conseiller général de Béthune (1871 → 1880)                                                                                     |
| 1878            | 1879            | Aristide Hurbiez          | Républicain        | |
| 1879            | mai 1888        | Oscar Dupuich             |                    | Avocat |
| mai 1888        | décembre 1891   | Eugène Haynaut,           | Républicain        | Ancien sous-préfet Député du Pas-de-Calais (2e circ. Béthune) (1889 → 1891) Conseiller général de Béthune (1886 → 1891) Conseiller d'arrondissement (1883 → 1886) Chevalier de la Légion d'honneur Mort en fonction |
| mai 1892        | juin 1907       | Alfred Légillon,          |                    | Avocat, juge suppléant Chevalier de la Légion d'honneur Mort en fonction |
| 1907            | mai 1912        | Jules Senis               | Rad.               | Industriel Premier adjoint au maire (1904 → 1907) Conseiller d'arrondissement (1913 → 1919) Président du conseil d'arrondissement (1916 → 1919)                                                                     |
| mai 1912        | 1918            | Pierre Rinquin            | Rad.g.             | Ancien directeur d'école Inspecteur de l'enseignement primaire Conseiller d'arrondissement (1910 → 1913) |
| 1918            | décembre 1919   | Alexandre Morel           | SFIO puis Soc.ind. | Propriétaire Conseiller général de Béthune (1919 → 1929) |
| décembre 1919   | mai 1925        | Jules Senis               | Rad.               | Industriel Premier adjoint au maire (1904 → 1907) Conseiller d'arrondissement (1913 → 1919) Président du conseil d'arrondissement (1916 → 1919)                                                                     |
| mai 1925        | mai 1935        | Alexandre Ponnelle        |                    | Ancien professeur d'université Adjoint au maire (1919 → 1925 et 1935 → 1937) Chevalier de la Légion d'honneur |
| mai 1935        | juillet 1941    | André Legillon            | Rad.ind.           | Avocat |
| juillet 1941    | 1944            | Charles Chartiez          | ex-PSF             | Entrepreneur de forages, conseiller à la Banque de France Nommé conseiller départemental en 1943 par le Régime de Vichy Nommé maire par le régime de Vichy                                                          |

### Depuis 1944
Depuis la Libération, huit maires se sont succédé à la tête de la commune.
| Période        | Période                       | Identité                   | Étiquette   | Qualité |
| -------------- | ----------------------------- | -------------------------- | ----------- | --- |
| septembre 1944 | août 1951                     | Anselme Beuvry (1874-1951) |             | Libraire-imprimeur, ancien résistant Officier de la Légion d'honneur (1950) Décédé en fonction |
| août 1951      | mars 1971                     | Henri Pad (1891-1977)      | Rad.soc.    | Notaire, maire honoraire Officier de la Légion d'honneur (1966) |
| mars 1971      | mars 1977                     | Paul Breynaert             | DVD         | Médecin généraliste |
| mars 1977      | avril 1993                    | Jacques Mellick            | PS          | Cadre de société Ministre délégué, secrétaire d'État (1988 → 1993) Député du Pas-de-Calais (1978 → 1988) Conseiller régional du Nord-Pas-de-Calais (1978 → ?) Conseiller général de Béthune-Sud (1979 → 1985) Conseiller général de Béthune-Nord (1985 → 1994) Vice-président du conseil général (1979 → 1994) Démissionnaire |
| avril 1993     | décembre 1993                 | Bernard Seux               | PS          | Agent technique supérieur de la Sécurité sociale Premier adjoint au maire (1977 → 1993) Conseiller général de Béthune-Sud (1985 → 1998) |
| décembre 1993  | mars 1996                     | Jacques Mellick            | PS          | Cadre de société Ancien secrétaire d'État auprès du ministre de la Défense Député du Pas-de-Calais (9e circ.) (1993 → 1996) Conseiller général de Béthune-Nord (1985 → 1994) 1er vice-président du conseil général (1988 → 1994) Démissionnaire                                                                               |
| mars 1996      | décembre 1997                 | Claude Lagache (1931-2022) | PS          | Retraité SNCF |
| décembre 1997  | septembre 2002                | Bernard Seux               | PS puis MDC | Agent technique supérieur de la Sécurité sociale Député du Pas-de-Calais (9e circ.) (1996 → 2002) Conseiller général de Béthune-Sud (1985 → 1998) Élu à la suite d'une élection municipale partielle |
| septembre 2002 | mars 2008                     | Jacques Mellick            | PS          | Cadre de société Élu à la suite d'une élection municipale partielle |
| mars 2008      | avril 2014                    | Stéphane Saint-André       | PS puis PRG | Ancien directeur de cabinet, maire honoraire Député du Pas-de-Calais (9e circ.) (2012 → 2017) Vice-président de la CA de Béthune (2008 → 2014) |
| avril 2014,    | En cours (au 13 octobre 2023) | Olivier Gacquerre          | UDI FED     | Directeur d'agences bancaires Premier adjoint au maire (2008 → 2014) Président de la CC de Béthune-Bruay, Artois-Lys Romane (2020 → ) Président du SIVOM Communauté du Béthunois (2014 → 2020) |

## Pour approfondir